# Rosmalen Open 2024
Il Rosmalen Open 2024, ufficialmente Libéma Open 2024 per motivi di sponsorizzazione, è stato un torneo di tennis giocato sull'erba. È stata la 33ª edizione facente parte della categoria ATP Tour 250 nell'ambito dell'ATP Tour 2024 e la 27ª edizione della categoria WTA 250 nell'ambito del WTA Tour 2024. Sia il torneo maschile sia quello femminile si sono giocati all' Autotron park di Rosmalen, nei Paesi Bassi, dal 10 al 16 giugno 2024.

## Partecipanti ATP singolare

### Teste di serie
| Nazionalità | Giocatore         | Ranking* | Testa di serie |
| ----------- | ----------------- | -------- | -------------- |
| Australia   | Alex de Minaur    | 11       | 1              |
| Stati Uniti | Tommy Paul        | 14       | 2              |
| Francia     | Ugo Humbert       | 16       | 3              |
|             | Karen Chačanov    | 18       | 4              |
| Francia     | Adrian Mannarino  | 22       | 5              |
| Paesi Bassi | Tallon Griekspoor | 25       | 6              |
| Stati Uniti | Sebastian Korda   | 28       | 7              |
| Australia   | Jordan Thompson   | 36       | 8              |

* Ranking al 27 maggio 2024.

### Altri partecipanti
I seguenti giocatori hanno ricevuto una wildcard per il tabellone principale:
- David Goffin
- Botic van de Zandschulp
- Tim van Rijthoven

Il seguente giocatore è entrato in tabellone con il ranking protetto:
- Milos Raonic

I seguenti giocatori sono entrati nel tabellone principale passando dalle qualificazioni:

- Stefano Napolitano
- Marc-Andrea Hüsler
- Tristan Schoolkate
- Gijs Brouwer

Il seguente giocatore è entrato nel tabellone principale come lucky loser:
- Zizou Bergs

### Ritiri
Prima del torneo
- Félix Auger-Aliassime → sostituito da  Rinky Hijikata
- Roberto Carballés Baena → sostituito da  Zizou Bergs
- Pedro Martínez → sostituito da  Max Purcell
- Daniil Medvedev → sostituito da  Luca Nardi
- Christopher O'Connell → sostituito da  Roberto Bautista Agut
- Aleksandr Ševčenko → sostituito da  Aleksandar Vukic

## Partecipanti ATP doppio

### Teste di serie
| Nazionalità | Giocatore         | Nazionalità | Giocatore       | Ranking* | Teste di serie |
| ----------- | ----------------- | ----------- | --------------- | -------- | -------------- |
| Paesi Bassi | Wesley Koolhof    | Croazia     | Nikola Mektić   | 31       | 1              |
| Stati Uniti | Nathaniel Lammons | Stati Uniti | Jackson Withrow | 50       | 2              |
| Croazia     | Ivan Dodig        | Regno Unito | Henry Patten    | 58       | 3              |
| Australia   | Max Purcell       | Australia   | Jordan Thompson | 69       | 4              |

* Ranking al 27 maggio 2024.

### Altri partecipanti
Le seguenti coppie di giocatori hanno ricevuto una wildcard per il tabellone principale:
- Tallon Griekspoor /  David Pel
- Rinky Hijikata /  Mackenzie McDonald

La seguente coppia di giocatori è entrata in tabellone come alternate:
- Zizou Bergs /  David Goffin

### Ritiri
Prima del torneo
- Ivan Dodig /  Austin Krajicek → sostituiti da  Ivan Dodig /  Henry Patten
- Roberto Carballés Baena /  Pedro Martínez → sostituiti da  Zizou Bergs /  David Goffin
- Gonzalo Escobar /  Oleksandr Nedovjesov → sostituiti da  Sander Arends /  Matwé Middelkoop
- Sander Gillé /  Joran Vliegen → sostituiti da  Ryan Seggerman /  Patrik Trhac
- Santiago González /  Robin Haase → sostituiti da  Robin Haase /  Skander Mansouri
- Harri Heliövaara /  Henry Patten → sostituiti da  Romain Arneodo /  Tristan-Samuel Weissborn
- Hugo Nys /  Jan Zieliński → sostituiti da  Evan King /  Reese Stalder
- Rajeev Ram /  Joe Salisbury → sostituiti da  Stefano Napolitano /  Luca Nardi

## Partecipanti singolare WTA

### Teste di serie
| Nazionalità            | Giocatrice             | Ranking* | Testa di serie |
| ---------------------- | ---------------------- | -------- | -------------- |
| Stati Uniti (bandiera) | Jessica Pegula         | 5        | 1              |
|                        | Ljudmila Samsonova     | 17       | 2              |
|                        | Ekaterina Aleksandrova | 18       | 3              |
| Belgio                 | Elise Mertens          | 27       | 4              |
|                        | Veronika Kudermetova   | 31       | 5              |
| Cina                   | Yuan Yue               | 36       | 6              |
| Croazia                | Donna Vekić            | 40       | 7              |
| Polonia                | Magda Linette          | 46       | 8              |

* Ranking al 27 maggio 2024.

### Altre partecipanti
Le seguenti giocatrici hanno ricevuto una wild card per il tabellone principale:
- Bianca Andreescu
- Suzan Lamens
- Céline Naef
- Naomi Ōsaka[3]

Le seguenti giocatrici sono entrate in tabellone con il ranking protetto:
- Aleksandra Krunić
- Alison Van Uytvanck

Le seguenti giocatrici sono entrate nel tabellone principale passando dalle qualificazioni:

- Dalma Gálfi
- Elizabeth Mandlik
- Robin Montgomery
- Jessika Ponchet
- Aljaksandra Sasnovič
- Eva Vedder

### Ritiri
Prima del torneo
- Marie Bouzková → sostituita da  Emina Bektas
- Océane Dodin → sostituita da  Jule Niemeier
- Emma Navarro → sostituita da  Rebeka Masarova
- Mayar Sherif → sostituita da  Alison Van Uytvanck

## Partecipanti doppio WTA

### Teste di serie
| Nazione     | Giocatrice             | Nazione     | Giocatrice           | Ranking* | Testa di serie |
| ----------- | ---------------------- | ----------- | -------------------- | -------- | -------------- |
| Stati Uniti | Jessica Pegula         | Paesi Bassi | Demi Schuurs         | 42       | 1              |
| Giappone    | Shūko Aoyama           | Indonesia   | Aldila Sutjiadi      | 57       | 2              |
| Giappone    | Eri Hozumi             | Giappone    | Makoto Ninomiya      | 102      | 3              |
|             | Ekaterina Aleksandrova |             | Veronika Kudermetova | 105      | 4              |

- Ranking al 27 maggio 2024.

### Altre partecipanti
Le seguenti coppie di giocatrici hanno ricevuto una wild card per il tabellone principale:
- Isabelle Haverlag /  Michaëlla Krajicek
- Suzan Lamens /  Eva Vedder

La seguente coppia di giocatrici è entrata in tabellone come alternate:
- Bai Zhuoxuan /  Yuan Yue

### Ritiri
Prima del torneo
- Ekaterina Aleksandrova /  Veronika Kudermetova → sostituite da  Bai Zhuoxuan /  Yuan Yue

## Punti
| Evento              | V   | F   | SF  | QF | 2T   | 1T | Q    | Q2   | Q1   |
| Singolare maschile  | 250 | 165 | 100 | 50 | 25   | 0  | 13   | 7    | 0    |
| Doppio maschile     | 250 | 150 | 90  | 45 | N.D. | 0  | N.D. | N.D. | N.D. |
| Singolare femminile | 250 | 163 | 98  | 54 | 30   | 1  | 18   | 12   | 1    |
| Doppio femminile    | 250 | 163 | 98  | 54 | N.D. | 1  | N.D. | N.D. | N.D. |

## Montepremi
| Evento              | V         | F        | SF       | QF       | 2T       | 1T      | Q2      | Q1      |
| Singolare maschile  | 104 985 € | 61 235 € | 36 000 € | 20 860 € | 12 110 € | 7 400 € | 3 700 € | 2 020 € |
| Doppio maschile*    | 36 470 €  | 19 510 € | 11 440 € | 6 390 €  | N.D.     | 3 770 € | N.D.    | N.D.    |
| Singolare femminile | 30 650 €  | 18 110 € | 10 100 € | 5 750 €  | 3 512 €  | 2 512 € | 1 860 € | 1 200 € |
| Doppio femminile*   | 11 150 €  | 6 270 €  | 3 600 €  | 2 150 €  | N.D.     | 1 652 € | N.D.    | N.D.    |

*per team

## Campioni

### Singolare maschile
Alex de Minaur ha sconfitto in finale  Sebastian Korda con il punteggio di 6-2, 6-4.
- È il nono titolo in carriera per de Minaur, il secondo in stagione.

### Singolare femminile
Ljudmila Samsonova ha sconfitto in finale  Bianca Andreescu con il punteggio di 4-6, 6-3, 7-5.
- È il quinto titolo in carriera per Samsonova, il primo in stagione.

### Doppio maschile
Nathaniel Lammons /  Jackson Withrow hanno sconfitto in finale  Wesley Koolhof /  Nikola Mektić con il punteggio di 7-6(5), 7-6(3).

### Doppio femminile
Ingrid Neel /  Bibiane Schoofs hanno sconfitto in finale  Tereza Mihalíková /  Olivia Nicholls con il punteggio di 7-6(6), 6-3.